# Чюїсвілл (Меріленд)
Чюїсвілл (англ. Chewsville) — переписна місцевість (CDP) в США, в окрузі Вашингтон штату Меріленд. Населення — 261 особа (2020).

## Географія
Чюїсвілл розташований за координатами 39°38′54″ пн. ш. 77°37′52″ зх. д. / 39.64833° пн. ш. 77.63111° зх. д. (39.648414, -77.631235).  За даними Бюро перепису населення США в 2010 році переписна місцевість мала площу 2,16 км², уся площа — суходіл.

## Демографія
Згідно з переписом 2010 року, у переписній місцевості мешкало 238 осіб у 98 домогосподарствах у складі 68 родин. Густота населення становила 110 осіб/км².  Було 118 помешкань (55/км²).
Расовий склад населення:
| - 94,1 % — білих - 1,3 % — азіатів - 0,4 % — корінних американців - 0,4 % — чорних або афроамериканців - 2,1 % — осіб інших рас |

До двох чи більше рас належало 1,7 %. Частка іспаномовних становила 2,5 % від усіх жителів.
За віковим діапазоном населення розподілялося таким чином: 22,3 % — особи молодші 18 років, 68,5 % — особи у віці 18—64 років, 9,2 % — особи у віці 65 років та старші. Медіана віку мешканця становила 41,0 року. На 100 осіб жіночої статі у переписній місцевості припадало 112,5 чоловіків;  на 100 жінок у віці від 18 років та старших — 103,3 чоловіків також старших 18 років.
Середній дохід на одне домашнє господарство  становив 60 864 долари США (медіана — 38 929), а середній дохід на одну сім'ю — 63 561 долар (медіана — 37 321). За межею бідності перебувало 4,7 % осіб, у тому числі 24,0 % дітей у віці до 18 років та 0,0 % осіб у віці 65 років та старших.
Цивільне працевлаштоване населення становило 65 осіб. Основні галузі зайнятості: освіта, охорона здоров'я та соціальна допомога — 69,2 %, публічна адміністрація — 10,8 %, виробництво — 10,8 %.